# Атлетика на Летњим олимпијским играма 1900 — 800 метара за мушкарце
Трчање на 800 метара за мушкарце је атлетска дисциплина која је уврштена први пут у програм Олимпијских игара 1896. у Атини. Такмичење на Олимпијским играма у Паризу одржано је у Булоњској шуми одржани је у два дана, квалификације (полуфинале) 14. јула, а финале 16. јула. Круг за трчање је имао обим 500 метара. Учествовало је 18 такмичара из 8 земаља учесница.

## Земље учеснице
| - Бохемија. {1} - Данска (1) - Француска (2) - Канада (1) | - Уједињено Краљевство] (1) - Мађарска (1) - Краљевина Италија (1) - САД (10) |

## Рекорди пре почетка такмичења
| Најбољи резултат на свету | 1:53,4(*) | Чарлс Килпатрик | САД        | Њујорк (САД) | 21. септембар 1895. |
| Олимпијски рекорд         | 54,2      | Едвин Теди Флек | Аустралија | Атина, Грчка | 6. април 1896.      |

(*) овај резултат је био незваничан, јер је био остварен у трци на 880 јарди, односно на 804,68 м

## Освајачи медаља
|                                   |                 |                |
| Алфред Тајсо Уједињено Краљевство | Џон Крејган САД | Дејвид Хол САД |

## Нови рекорди после завршетка такмичења
| Олимпијски рекорд | 1:59,0 | Дејвид Хол | САД | Париз, Француска | 14. јул 1900. |

## Резултати

### Полуфинале
У полуфиналу такмичари се били подељени у три групе. Прва је бројала 7, друга 6 и трећа 5 такмичара.
Двојица првопласираних из сваке групе квалификовали су се у финале.

#### Група 1
| Место | Атлетичар            | Држава               | Време     |
| ----- | -------------------- | -------------------- | --------- |
| 1     | Дејвид Хол           | САД                  | 1:59,0 ОР |
| 2     | Алфред Тајсо         | Уједињено Краљевство | Непознато |
| 3     | Хауард Хејз          | САД                  | Непознато |
| 4     | Морис Саломез        | Француска            | Непознато |
| 5     | Кристијан Кристенсен | Данска               | Непознато |
| 6-7   | Волтер Драмхелер     | САД                  | Непознато |
| 6-7   | Александер Грант     | Канада               | Непознато |

Холов олимпијски рекорд је изненадио многе, јер је Тајсо био највећи фаворит.

#### Група 2
| Место | Атлетичар       | Држава            | Време     |
| ----- | --------------- | ----------------- | --------- |
| 1     | Анри Делож      | Француска         | 2:00,6    |
| 2     | Золтан Шпедл    | Мађарска          | Непознато |
| 3     | Џастус Скрафорд | САД               | Непознато |
| 4—6   | Емилио Банфи    | Краљевина Италија | Непознато |
| 4—6   | Едвард Бушнел   | САД               | Непознато |
| 4—6   | Харисон Смит    | САД               | Непознато |

Делож је победио три метра испред другопласираног Шпедла.

#### Група 3
| Место | Атлетичар      | Држава    | Време     |
| ----- | -------------- | --------- | --------- |
| 1     | Џон Крејган    | САД       | 2:03,0    |
| 2     | Џон Бреј       | САД       | Непознато |
| 3     | Харви Лорд     | САД       | Непознато |
| 4—5   | Едвард Меклинг | САД       | Непознато |
| 4—5   | Онджеј Пукл    | Бохемија. | Непознато |

Креган је са лакоћом победио иако је ово била најспорија трка у полуфиналу.

### Финале
| Место | Атлетичар    | Држава               | Време     |
| ----- | ------------ | -------------------- | --------- |
| 1     | Алфред Тајсо | Уједињено Краљевство | 2:01,2    |
| 2     | Џон Крејган  | САД                  | 2:03,0    |
| 3     | Дејвид Хол   | САД                  | Непознато |
| 4     | Анри Делож   | Француска            | Непознато |
| 5     | Золтан Шпедл | Мађарска             | Непознато |
| 6     | Џон Бреј     | САД                  | Непознато |

Делож је почетку повео, али су га на крају престигли Тајсо и Крејган. Хол, који је у полуфиналу поставио олимпијски рекорд, једва је победио Деложа и завршио као трећи, а није имао никакве шансе да стигне прву двојицу.